# Charles de Baschi
Charles de Baschi, marquis d'Aubais ou d'Aubaïs, né à Beauvoisin le 20 mars 1686 et mort au château d'Aubais le 5 mars 1777, est un bibliophile, historien et généalogiste qui rassembla une riche collection de manuscrits et d'imprimés. Si beaucoup de ses travaux sont restés manuscrits, il a publié quelques-unes de ses trouvailles sous le titre de Pièces fugitives, qui sont toujours utiles aux historiens.

## Biographie
Sa famille, originaire d'Ombrie, était devenue huguenote, mais le père de Charles, Louis de Baschi, avait dû s'exiler à Genève, et lui-même était catholique,. Il était le dernier de sa fratrie, mais ses autres frères sont morts jeunes. Sa sœur Magdelaine a épousé en 1705 Jacques de Cassagnet de Tilladet, dit le marquis de Fimarcon.
Charles de Baschi est entré à dix-huit ans dans la 1ère compagnie des mousquetaires du roi. Il fut créé marquis d'Aubais par lettres de mai 1724, enregistrées.
Il poursuivit l'aménagement du château d'Aubais, entrepris par son père, dans un style assez composite, qui se voulait respectueux du passé.
Il fut membre de l'Académie de Nîmes en 1746. Il a écrit avec Léon Ménard des Pièces fugitives, pour servir à l'histoire de France avec des notes historiques & géographiques publiées à Paris chez Hugues-Daniel Chaubert et Claude Hérissant en 1759 (rééditées chez Picard Frères en 1877). Il eut pour scribe Pierre Prion (11 octobre 1687 - 9 septembre 1759) qui a laissé une intéressante autobiographie, éditée par Emmanuel Le Roy Ladurie et Orest Ranum,.
Il avait épousé en 1708 Diane de Rozel, dont au moins un fils, Jean-François (1717-1758), dit le marquis du Cayla, mort avant son père (qui laissa des filles), et trois filles : Diane, marquise de Monteynard ; Jacqueline, marquise d'Urre ; et Euphrosine, comtesse de Rochemore-Saint Remèse.

## Collection
La collection du marquis d'Aubais est le résultat de nombreuses acquisitions, parmi lesquelles des ouvrages ayant appartenu à un conseiller de la Cour des aides de Montpellier, Jean de Rignac, ainsi que des emprunts aux archives du domaine royal déposées à Montpellier.
Sa fille, la marquise d'Urre, dispersa sa collection qui fut recueillie en partie par l'érudit Jean-François Séguier (et de là passa à la bibliothèque de Nîmes), ainsi que par Philippe-Laurent de Joubert, syndic de la province de Languedoc (dont quelques volumes sont entrés à la Bibliothèque nationale de France). D'après Séguier, la bibliothèque du marquis d'Aubais était riche de plus de 25 000 volumes vers la fin de sa vie.